# Ніжинська волость
Ніжинська волость — історична адміністративно-територіальна одиниця Ніжинського повіту Чернігівської губернії з центром у повітовому місті Ніжин.
Станом на 1885 рік складалася з 9 поселень, 8 сільських громад. Населення — 7506 осіб (3667 чоловічої статі та 3839 — жіночої), 1403 дворових господарства.
|                     | Площа, десятин | У тому числі орної, дес. |
| ------------------- | -------------- | ------------------------ |
| Сільських громад    | 7129           | 4719                     |
| Приватної власності | 4471           | 3214                     |
| Іншої власності     | 231            | 190                      |
| Загалом             | 11831          | 8123                     |

Основні поселення волості:
- Березанка — колишнє державне та власницьке село при річці Остер, 636 осіб, 122 двори, православна церква, постоялий будинок, 2 вітряних млини.
- Кагарлики — колишнє державне село при річці Остер, 1393 особи, 282 двори, православна церква, школа, 2 постоялих будинки, лавка.
- Крути  — колишнє державне село при річці Остер, 1073 особи, 195 дворів, православна церква, 2 постоялих будинки.
- Кунашівка — колишнє державне та власницьке село, 870 осіб, 190 дворів, православна церква, школа, постоялий будинок.
- Липів Ріг — колишнє державне та власницьке село при річці Остер, 1466 осіб, 301 двір, православна церква, школа, 2 постоялих будинки, вітряний млин.
- Переяслівка — колишнє державне та власницьке село, 1227 осіб, 229 дворів, православна церква, постоялий будинок,  лавка, вітряний млин.

1899 року у волості налічувалось 23 сільських громади, населення зросло до 9767 осіб (4913 чоловічої статі та 4854 — жіночої).